# Maison des Templiers (Beaugency)
Pour les articles homonymes, voir Maison des Templiers.
La maison des Templiers est un édifice civil situé à Beaugency dans le département du Loiret en région Centre-Val de Loire, en France.

## Géographie
La maison est située à l'angle de la rue du Traîneau et de la rue du Puits-de-l'Ange sur le territoire de la commune de Beaugency, dans le département du Loiret, en région Centre-Val de Loire en France.

## Histoire
La maison daterait du XIIe siècle et serait ainsi la plus ancienne maison de Beaugency. Elle est traditionnellement attribuée aux templiers, sans aucune preuve réelle,. Elle est remaniée au XVe siècle ou XVIe siècle. En 1944, une partie de la maison est détruite par les bombardements de la Seconde Guerre mondiale.
La façade sur rue de la maison est classée au titre des monuments historiques par l'arrêté daté du 7 juin 1919, le reste de l'édifice ainsi que la maison contiguë est inscrit par l'arrêté daté du 22 décembre 2006.

## Architecture
L'étage sur rue présente des arcades jumelées en plein cintre, décorés de bâtons brisés, reposant sur des colonnettes à chapiteaux ornées de feuilles lisses. Au XIXe siècle, il existait des arcades au rez-de-chaussée, détruite pour l'aménagement d'un commerce. L'intérieur est desservi par un escalier à vis datant vraisemblablement du remaniement du XVIe siècle.